# Montoku
Keizer Montoku (文徳天皇, Montoku-tennō, 22 januari 827- 27 augustus 858) was de 55e keizer van Japan volgens de traditionele volgorde. Hij regeerde (gemeten naar de traditionele Japanse kalender) van de 21e dag van de derde maand van Kashō 3 (850) – tot de 27e dag van de 8e maand van Ten'an 2 (858).
De persoonlijke naam (imina ) van Montoku was Michiyasu Shinnō (道康親王). Verder stond hij bekend als Tamura-no-mikado.
Montoku was de oudste zoon van keizer Ninmyo. Zijn moeder was keizerin Fujiwara no Junshi (ook bekend als de Gojō-keizerin 五条后). Montoku had zelf zes hofdames, met wie hij 29 kinderen kreeg.
Montoku volgde zijn vader op na diens dood. In 850 benoemde Montoku zijn vierde zoon, Korehito-shinnō, tot troonopvolger. Tijdens zijn regeerperiode nam de onderdrukking van de Ebisu in de provincie Mutsu toe.
Montuku stierf op 32-jarige leeftijd. Zijn regeerperiode omvatte toen de volgende periodes in de Japanse geschiedenis:
- Kashō (848-851)
- Ninju (851-854)
- Saikō (854-857)
- Ten'an [ja] (857-859)

* Regent Jingu staat niet op de traditionele lijst.